# Тимм, Брюс
Брюс Уолтер Тимм (англ. Bruce Walter Timm; род. 5 февраля 1961) — американский художник, дизайнер персонажей, аниматор, сценарист, продюсер и актёр озвучивания. Наиболее известен своим вкладом в создание современной анимационной франшизы DC Comics.
Женат и имеет дочь. В 2013 году получил награду Inkpot Award.
На его творчество повлияли такие люди, как Джек Кирби, Фрэнк Фразетта и Алекс Тот.